# Керколді
Керко́лді i[kərˈkɔːdi], шотл. гел. Cathair Chaladainn, шотл. Kirkcaldy, listenⓘ, англ. Kirkcaldy) — містечко на сході Шотландії, в області Файф.
Місце народження видатного економіста Адама Сміта і прем'єр-міністра Великої Британії Гордона Брауна (2007-2010).
Населення міста становить 48 090 осіб (2006).

## Назва
Топонім «Керколді» перекладається як «місце на жорсткому Форт» чи «місце замку Каледа».

## Клімат
У Керколді помірно теплий морський клімат з прохолодним літом та м'якою зимою. Середня річна температура становить 8.6 °C. Середня кількість опадів у рік становить 662 мм. Найбільше опадів випадає у серпні — 66 мм.
| Кліматограма Керколді                                                                          | Кліматограма Керколді | Кліматограма Керколді | Кліматограма Керколді | Кліматограма Керколді | Кліматограма Керколді | Кліматограма Керколді | Кліматограма Керколді | Кліматограма Керколді | Кліматограма Керколді | Кліматограма Керколді | Кліматограма Керколді |
| ---------------------------------------------------------------------------------------------- | --------------------- | --------------------- | --------------------- | --------------------- | --------------------- | --------------------- | --------------------- | --------------------- | --------------------- | --------------------- | --------------------- |
| С                                                                                              | Л                     | Б                     | К                     | Т                     | Ч                     | Л                     | С                     | В                     | Ж                     | Л                     | Г                     |
| 59 6 0                                                                                         | 51 6 0                | 47 9 2                | 40 12 4               | 41 14 6               | 50 18 9               | 58 19 11              | 66 19 10              | 65 16 8               | 65 13 6               | 63 9 2                | 57 7 1                |
| Середня макс. і мін. температури повітря (°C) Атмосферні опади (мм), за рік : 662 мм. Джерело: |                       |                       |                       |                       |                       |                       |                       |                       |                       |                       |                       |

## Історія
Чотири бронзи поховання, що датуються приблизно 4000 до н.е., були також виявлені навколо місця без розпізнавальних знаків «Дисарт камінь» (англ. Dysart Standing Stone) на схід справжнього «A92 дорозі». Хоча є кілька римських сайтів в Файф, римського табору був відомий існувати в «Карбурі ферма» (англ. Carberry Farm)  на околиці міста.
Битва Райт в 596 р. нашої ери, як вважають, відбулося на захід від розкопок міста. Битва між кутами і альянсу, на чолі з королем Айдан з Дав Ріад, шотландців, пиктов і бриттів.
Перший документ визнати місто було видано у 1075 році, коли король Шотландії Малькольм III (правив в 1058-93) надано «Шир Кірккаладунта» (англ. Kirkcaladunt), серед інших подарунків, до церкви в Дунфремлайн (англ. Dunfermline). Жителі мали платити внески і податки для загального змісту церкви. Два статути, пізніше підтвердив син Малькольма Девід I в 1128 і 1130, зверніться до «Кіркалетен» і «Кіркаладуніт» відповідно, але не вказують їх місце розташування.
У 1304 р. щотижневий ринок і щорічний ярмарок для Кірколді був запропонований ігумена Данфермлін короля Едуарда I, у період англійського панування в Шотландії від 1296 до 1306 р..
Міські права в 1363 р. Девід II, короля Шотландії (правил 1329-71), нагороджений Бург право торгувати через королівські привілеї Данфермлін. Цей статут дозволив містянам з Кірколді купувати і продавати товари на городян трьох інших королівські привілеї «Берогс-Квінсфері», Данфермлін і Массельбург-що належало монастирю. За 1451, Киркалді був нагороджений ФЕУ-Ферме статус. Під статусом, відповідальність тепер буде лежати на ради, щоб впоратися з повсякденним управлінням міста і його податкової політики; в залежність від щорічного платежу.

## Населення
Населення містечка становить 49 460 особи (2018).
| 1755 | 1801 | 1841 | 1901   | 1951   | 2001   | 2010   | 2011   | 2018   |
| ---- | ---- | ---- | ------ | ------ | ------ | ------ | ------ | ------ |
| 2296 | 3248 | 4755 | 34 079 | 49 050 | 46 912 | 49 460 | 49 709 | 49 460 |

## Засоби масової інформації
Файф вільної преси щотижнева газета публікується щочетверга. Він містить місцеві новини, спортивну частину, програми театру і кіно, на ринку праці, і сторінку про шкільних проектів.
Файф Геральд й стовп безкоштовна газета, яка розповсюджується щотижня в кожен дім.

## Спорт
Футбольний клуб «Рейт Роверс» грає в Першому дивізіоні, другий ярус в шотландському футболі. Клуб грає свої домашні ігри в парку Старка. Її найбільший конкурент Данфермлін Атлетік, а також Файф. Крім того, місто має з 1938 Файф Листівки заснував найстаріше хокейного клубу Великої Британії.

## Відомі люди
- Роберт Адам (1728—1792) — шотландський  архітектор
- Гай Берімен (нар. 1978) — шотландський музика, басист гурту Coldplay
- Томмі Блексток — шотландський футболіст.
- Гордон Браун (нар. 1951) — британський політик, прем'єр-міністр Великої Британії.
- Пітер Дамбрек (нар. 1973) — шотландський  автогонщик.
- Сер Сендфорд Флемінг (1827—1915) — шотландський інженер та винахідник.
- Джекі Левен (1950—2011) — шотландська співачка та композиторка.
- Вел Макдермід (нар. 1955) — шотландська письменниця.
- Сер Рональд Манро Фергюсон, 1-й віконт Novar (1860—1934), генерал-губернатор Австралії 6
- Ієн Ренкін (нар. 1960), таємниця письменник
- Боб Росс (нар. 1954) — шотландський  диригент
- Адам Сміт (1723—1790) — шотландський економіст, засновник класичної економіки
- Девід Стіл — шотландський політик.
- Джон Томсон (1909—1931) — шотландський  футбольний воротар
- Джокі Вілсон (1950—2012) — шотландський гравець у дартс.

## Світлини

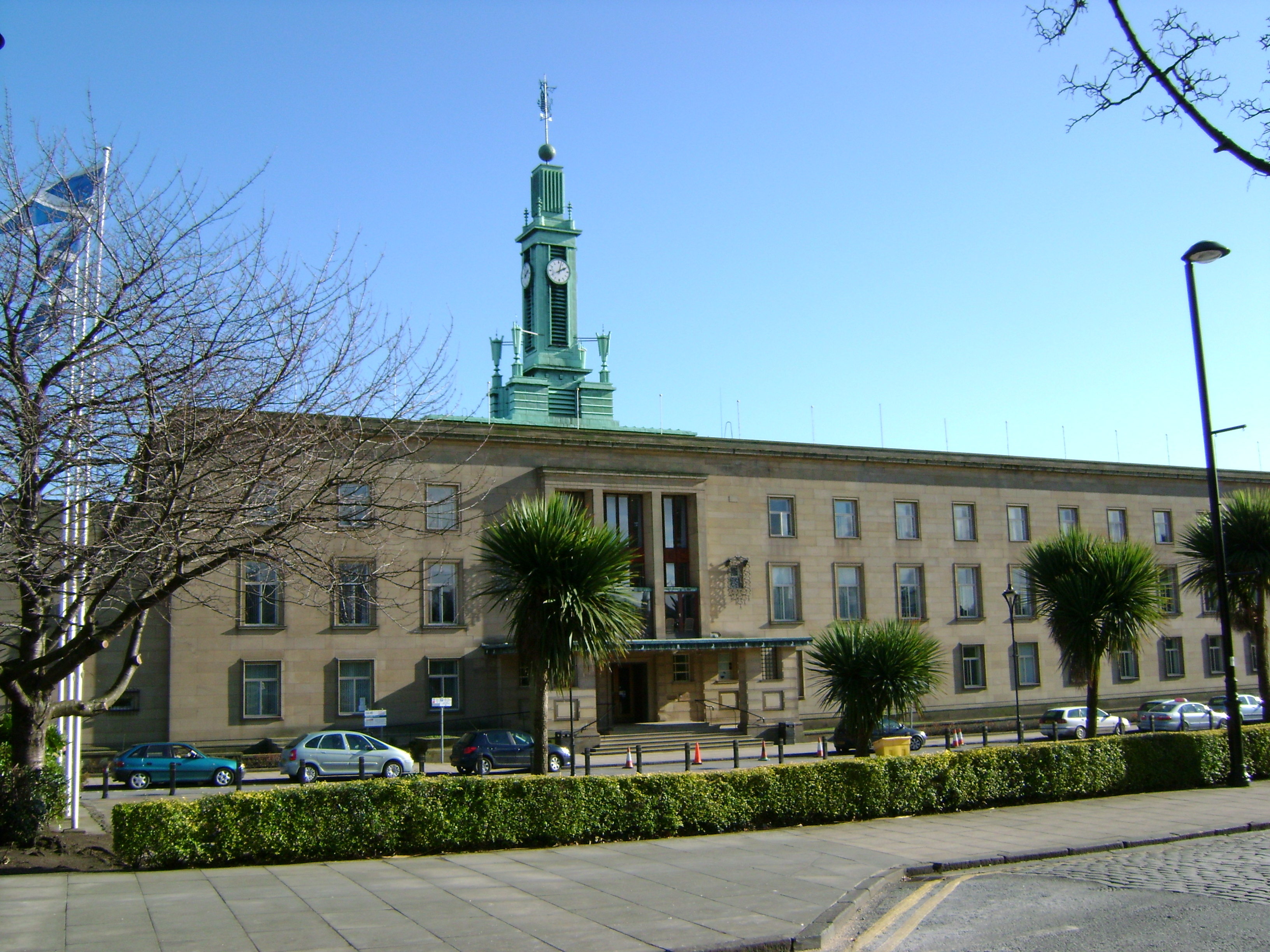
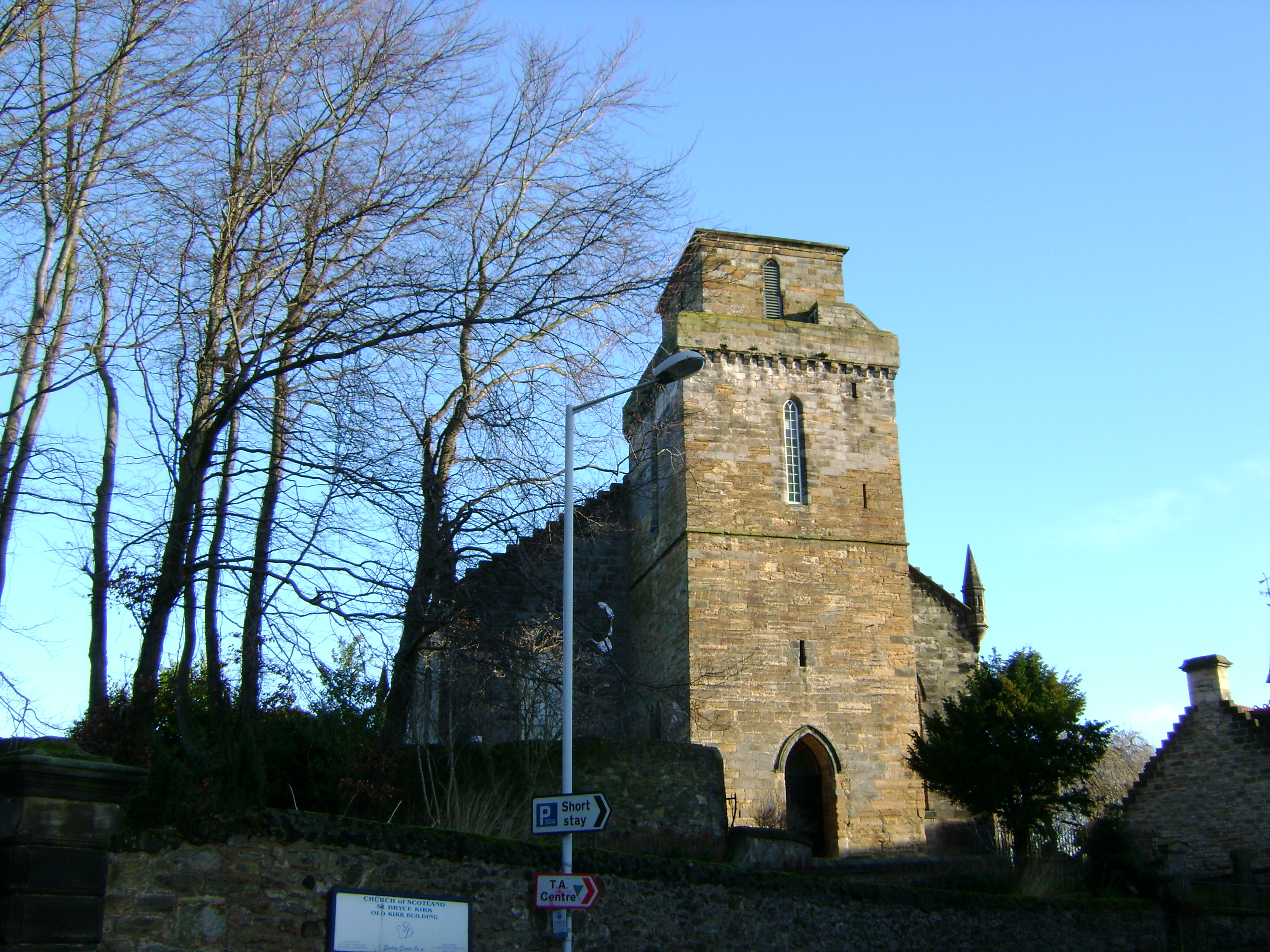
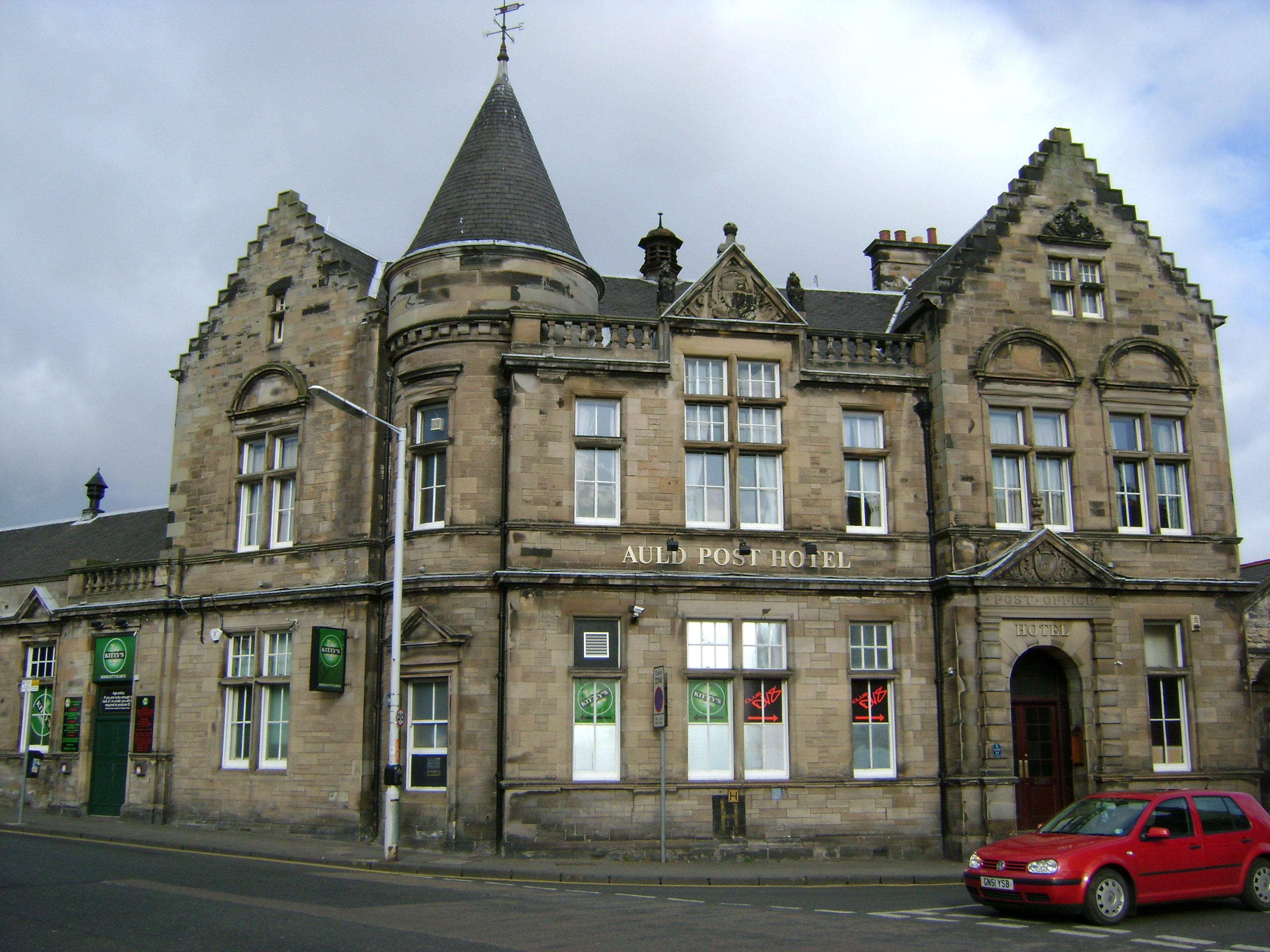
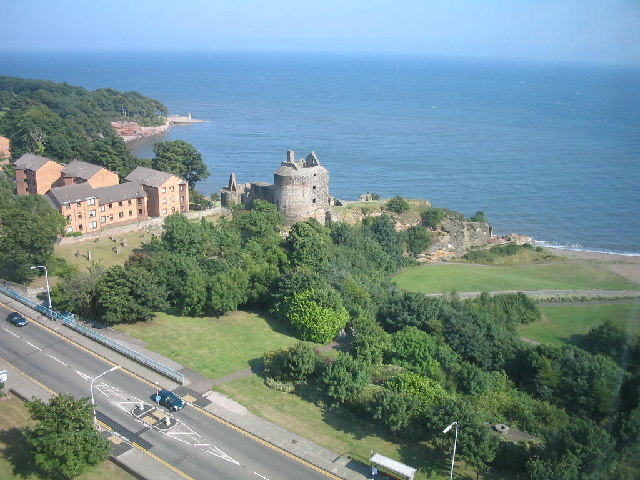
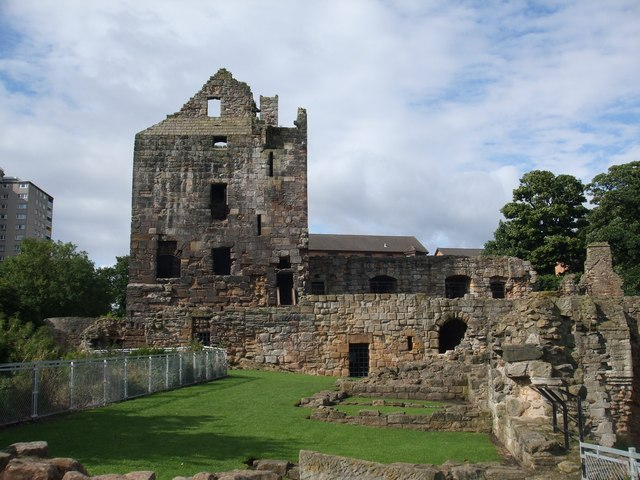
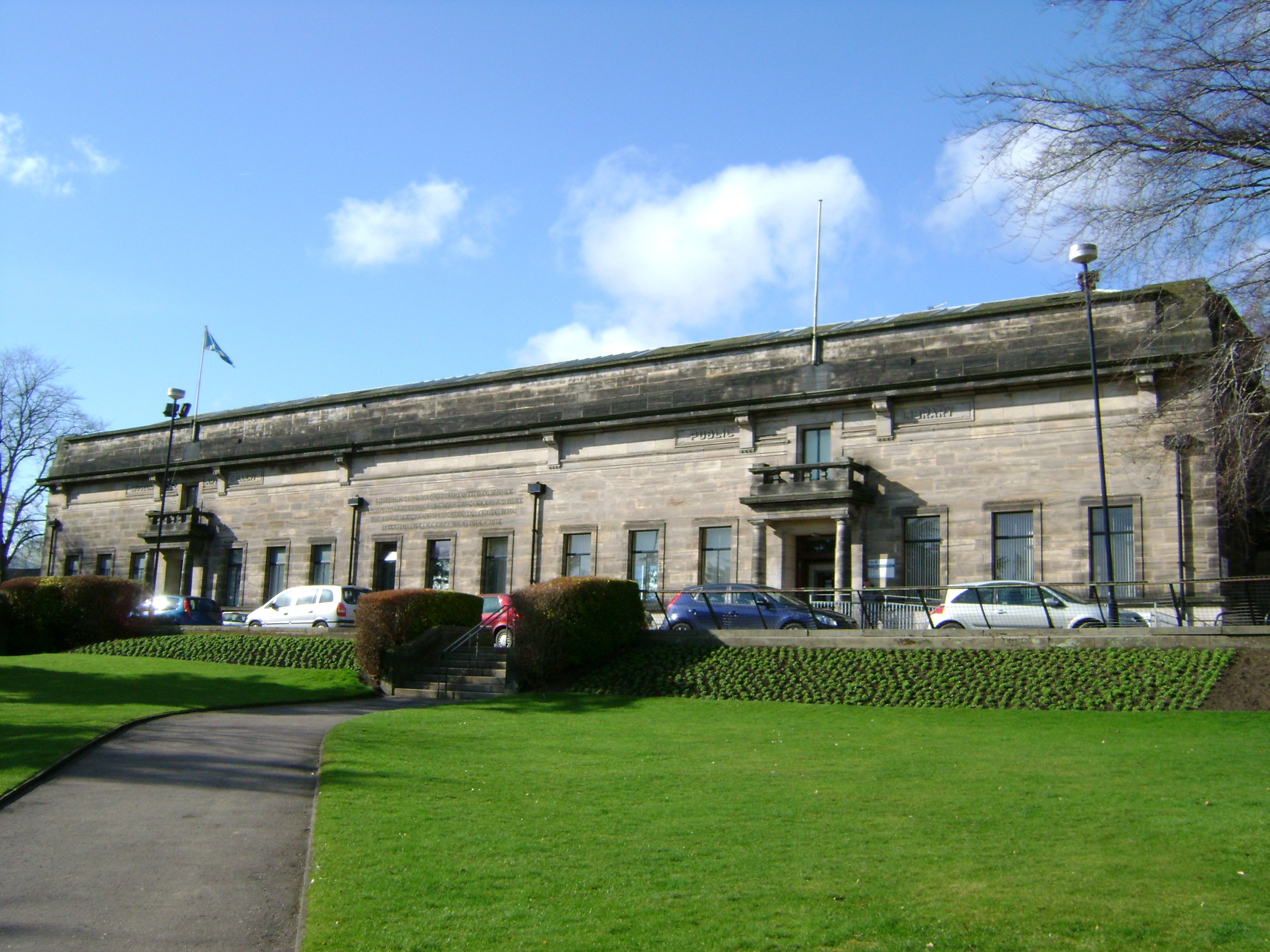

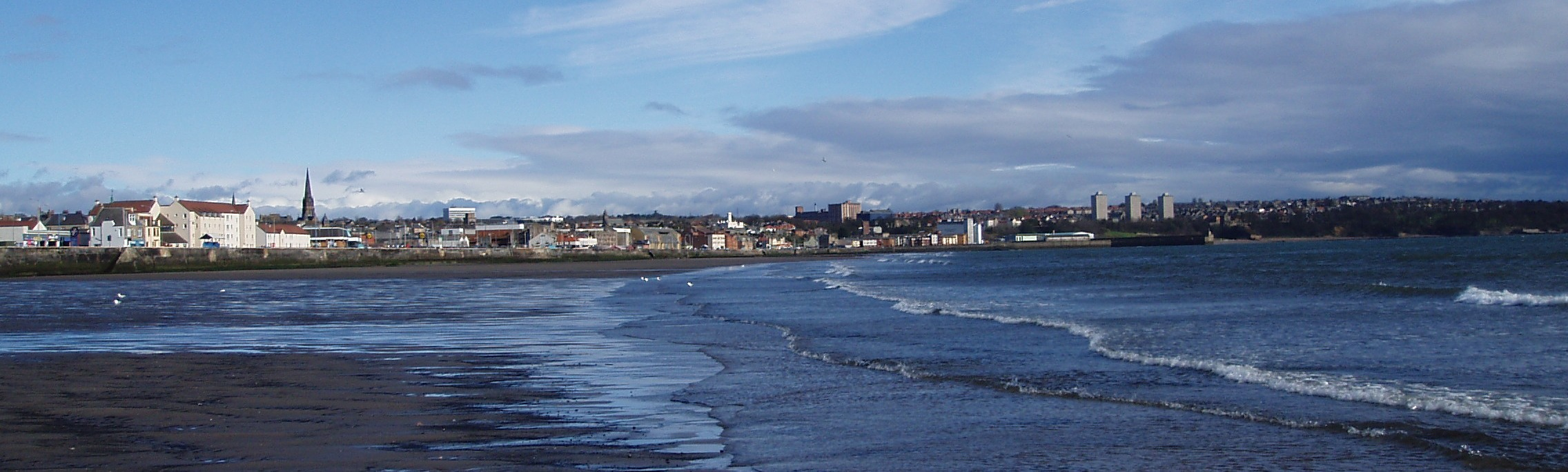
Краєвид Керколдійській затоки з пляжу, поруч «Інвертіел»